# Boone megye (Arkansas)
Boone megye az Amerikai Egyesült Államokban, Arkansas államban található. Székhelye Harrison.

## Földrajza

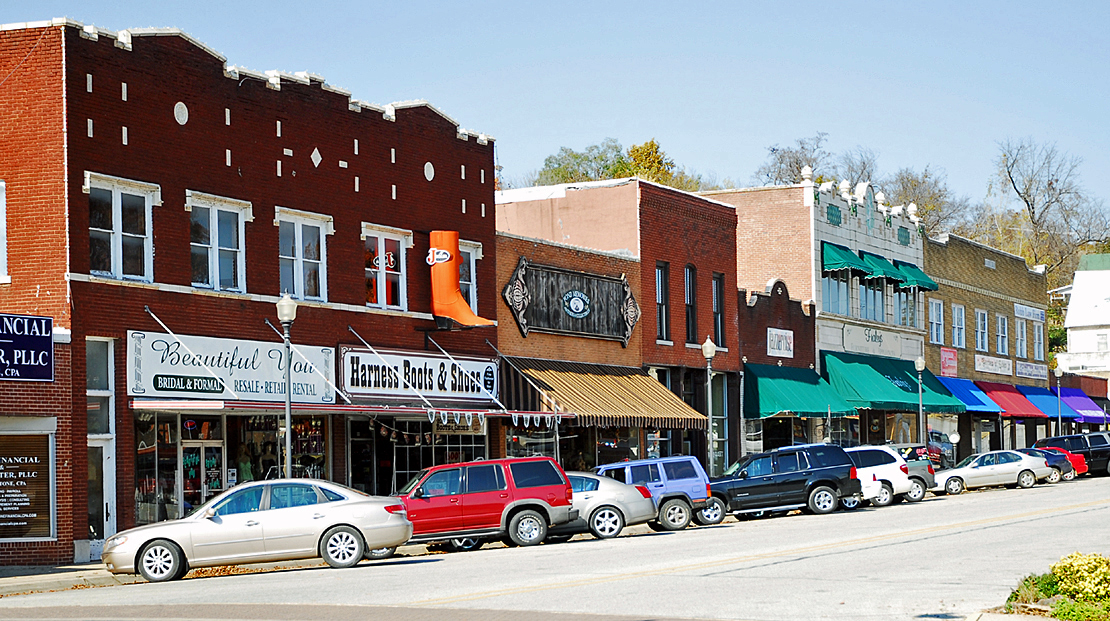
Harrison régi üzleti negyede

Az állam északnyugati felén található, és határos Missouri állammal. A megye teljes területe 1559,2 km² és ebből 1530,7 km² szárazföld. A megye északkeleti szélén, Diamond City mellett a Bull Shoals Lake nevű mesterséges tó (víztározó) található, ami a White River folyó vizét duzzasztja.

### Főbb autópályák
- U.S. Highway 65
- U.S. Highway 62
- U.S. Highway 412
- U.S. Route 65 Business (Harrison, Arkansas)
- Arkansas Highway 7
- Arkansas Highway 14
- Arkansas Highway 43
- Arkansas Highway 123
- Arkansas Highway 206
- Arkansas Highway 281
- Arkansas Highway 392
- Arkansas Highway 396
- Arkansas Highway 397
- Arkansas Highway 980

### Szomszédos megyék
- Taney megye, Missouri (észak)
- Marion megye (kelet)
- Searcy megye (délkelet)
- Newton megye (dél)
- Carroll megye (nyugat)

## Népesség
A település népességének változása:
| Lakosok száma | 36 892 | 37 040 | 37 321 | 37 396 | 37 222 | 37 373 |
|               | 2010   | 2011   | 2012   | 2013   | 2015   | 2020   |

## Történelme
Arkansas állam 62. megyéjét 1869. április 9-én alapították. Ebben a megyében szesztilalom van érvényben.

## Népesség
A 2000-es népszámláláskor 33 948 lakosa volt.

### Városok és további települések
| - Alpena - Batavia - Bellefonte - Bergman | - Diamond City - Everton - Harrison - Lead Hill | - Olvey - Omaha - South Lead Hill - Valley Springs | - Zinc |